# Чёрная пятница (Южный Парк)
«Чёрная пятница» (англ. Black Friday) — 7 эпизод 17 сезона сериала «Южный парк», премьера которого состоялась 13 ноября 2013 года в США на канале Comedy Central. Эпизод является первой частью трилогии про Чёрную пятницу и пародирует сериал Игра Престолов.

## Сюжет
Надвигается Чёрная пятница: день, когда на все товары устанавливаются огромные скидки, превращающие покупателей в «безумных зверей», что всегда приводит к большим жертвам среди покупателей. В этом году руководство Торгового центра в Южном парке устанавливает 80%-ные скидки для первых 30-и покупателей и понимая, что это вызовет всплеск насилия среди покупателей усиливает охрану магазина. В числе новых охранников оказывается Рэнди Марш, желающий заработать немного денег на праздники. Поначалу Рэнди относится к своей новой работе легкомысленно, однако один из охранников — Джо, рассказывает ему как в прошлом году взбалмошные покупатели врывались в магазин задавливая друг друга из-за чего много людей погибло, а всех охранников спас их командир — Старый Кемп, у которого шрам на левом глазу.
Тем временем чёрной пятницы с нетерпением ожидает и Картман, который пользуясь скидками, во время чёрной пятницы хочет купить новую приставку Xbox One. В своём костюме Гэндальфа, он созывает всех ребят Южного парка на собрание, на котором говорит, что во время чёрной пятницы, объединившись, они смогут купить себе приставки нового поколения. Однако во время подготовки к сражению, в своих костюмах из, «Властелин колец» выясняется, что не все ребята хотят иметь Xbox One, кое-кто хочет иметь PlayStation 4 (РS4). В результате ребята делятся на две враждующие группировки: в числе поклонников РS4 оказываются Крэйг, Джимми и Стэн, а в числе «Xbox-ников» Картман, Кенни, Кайл, Баттерс и Токен. Кайл расстроен что ему придётся сражаться со Стэном. Обе группировки начинают искать себе союзников. К «Xbox-никам» присоединяются «треккеры», фанаты Гарри Поттера и «детсадовцы». В то время как к РSникам только дети-готы, в результате чего армия Картмана значительно больше.
Во время прогулки по саду Андроса (который на самом деле обычный сад жителя Южного парка) Картман просит «принцессу Кенни» разобраться с Кайлом так как Картман не уверен насчёт него и думает, что Кайл может перейти на сторону РS-ников. Также Картман говорит, что только им двоим должен достаться Xbox One, остальные ребята им нужны только чтобы проникнуть вовнутрь магазина. Тем временем о противоборстве ребят узнаёт глава корпорации Sony, который, не желая проигрывать в продажах Xbox One, выпускает специальный игровой набор.
Вскоре ребята узнают, что в чёрную пятницу в продажу поступает новая говорящая кукла «Не трогай меня, Элмо», которую тут же хотят получить все покупатели, которые начинают скапливаться у двери Торгового центра, желая проникнуть вовнутрь. Рэнди, желая успокоить толпу, пытается раздать им очерёдные браслеты, однако это не помогает и толпа набрасывается на него, но ему на помощь приходит Старый Кемп, но один из покупателей убивает его ножом. Умирающий Кемп передаёт управление Рэнди, но тот признаётся Кемпу, что устроился охранником только чтобы быть в первых рядах, когда начнётся чёрная пятница, однако Кемп всё равно передаёт управление Рэнди, говоря, что теперь тот понял как серьёзна чёрная пятница и отдаёт ему свой глазной шрам, который оказался простой наклейкой. Рэнди принимает главенство над охранниками.
Тем временем армия РS-ников, во главе со Стэном приветствует своего нового лидера — «принцессу Кенни».

## Отзывы критиков
Макс Николсон из IGN дал эпизоду 8.7 баллов из 10, подведя итог: «умело смешивая элементы войны консолей следующего поколения с „Игрой престолов“ HBO, „Чёрная пятница“ становится просто одним из лучших эпизодов 17-го сезона».
Райан Макджи из The AV Club оценил серию на A-, похвалив пародию на «Игру престолов» и отметив, что в этом эпизоде лучше чувствуется «старая школа „Южного парка“», чем всех остальных в 17-м сезоне.